# Comstar 3
O Comstar 3, também conhecido por Comstar 1C (D3), foi um satélite de comunicação geoestacionário estadunidense construído pela Hughes. Ele esteve localizado na posição orbital de 87 graus de longitude oeste e foi operado pela COMSAT. O satélite foi baseado na plataforma HS-351 e sua expectativa de vida útil era de 7 anos. O mesmo saiu de serviço no final do ano de 1986.

## Lançamento
O satélite foi lançado com sucesso ao espaço no dia em 29 de junho de 1978, por meio de um veículo Atlas-Centaur a partir da Estação da Força Aérea de Cabo Canaveral, na Flórida, EUA. Ele tinha uma massa de lançamento de 1516 kg.